# 3146 Dato
3146 Dato è un asteroide della fascia principale. Scoperto nel 1972, presenta un'orbita caratterizzata da un semiasse maggiore pari a 2,4339737 UA e da un'eccentricità di 0,1984533, inclinata di 8,37018° rispetto all'eclittica.
L'asteroide è dedicato al pittore georgiano Dato Kratsashvili (1963-1980).